# Ивица Петковић
Ивица Петковић (Прокупље, 26. мај 1968 — Кошаре, 11. април 1999) био је потпоручник копнене војске СР Југославије, један од 108 војника погинулих током битке на Кошарама.

## Биографија
Рођен 26. маја 1968. у Прокупљу. Завршио је Војну академију Копнене војске JНА, био је командир вода 125. моторизоване бригаде. Био је учесник Косовског рата и битке на Кошарима, која је почела 9. априла 1999. године. Био је ожењен, а синови су им се звали Предраг и Мирослав , имао је и брата Зорана.
Ивица Петковић је 16. априла 1999. командовао одредом у контранападу на положаје Ослободилачке војске Косова на Маја глави. Овај напад је прерастао у тврдоглаве борбе: растојање између позиција противника варирало је од 50 до 100 м. Петковић је током борбе задобио рану од метка, али је одбио медицинску помоћ коју су му пружиле колеге, захтевајући да настави напад. Као резултат тога, Маја главу је заузела југословенска трупа са југословенско-албанске границе, што је омогућило Југословенима да се учврсте на овом положају до краја рата. Међутим, Петковић није могао бити спасен, према речима његовог колеге Бојана Ристића, Петковић је убијен снајперским хицем у главу (тачне околности погибије Ивице Петковића су још увек непознате).
Постхумно је одликован Орденом за заслуге у области одбране и безбедности првог степена. Добио је улицу у селу Липовац код Крушевца.